# Auguste Guays des Touches
Auguste Guays des Touches, né le 9 août 1828 à Angers, mort le 15 avril 1874 à Laval, était un homme de lettres, historien et philanthrope français du XIXe siècle.

## Biographie
Auguste Guays des Touches,, fils de Louis Guays des Touches et de Reine Blanche Bucher de Chauvigné (1803-1868), fervent catholique,, il fut collaborateur assidu à la revue La Semaine du fidèle du diocèse du Mans, un historien local,, un membre de la société française d'archéologie, ayant effectué des recherches historiques et archéologiques dans le Bas-Maine.
Il a publié des monographies comme l'Histoire de la collégiale de Château-Gontier, la Vie de saint Berthevin,, et saint Just de Lyon dont il retrouve le reliquaire, en 1858 dans le grenier du presbytère de Saint-Remy, et depuis conservé dans l’église Saint Jean-Baptiste de Château-Gontier,,
Il fut le secrétaire en 1848 de la conférence Saint-Vincent-de-Paul de Laval, puis il fonda en 1859 le patronage de Notre-Dame de Beauregard,.
Il fut le maire de la commune du Bignon-du-Maine, en Mayenne de 1855 à 1873 et initia la création de l'église Saint-Martin du Bignon-du-Maine en tant que maire et premier souscripteur.
Il fonda un lit pour les paroissiens à l'hôpital de Meslay-du-Maine et légua par testament en 1874 son château de Clavières au séminaire de Laval.
Auguste Guays des Touches est décédé en 1874 en son hôtel de la place du Gast à Laval.

## Décorations
- Saint-Siège :  Chevalier de l'ordre de Saint-Grégoire-le-Grand[2].

## Sources
- « Guays », dans Abbé Angot, Dictionnaire historique, topographique et biographique de la Mayenne.